# المغرب في الألعاب الأولمبية الشتوية 2014
شارك المغرب في دورة الألعاب الأولمبية الشتوية 2014 التي أٌقيمت في مدينة سوتشي الروسية، بين 7 و 23 فبراير 2013. تكون الوفد المغربي من 3 رياضيين، آدم لمحمدي وسامي لمحمدي وكنزة التازي، شاركوا في مسابقتي التزلج المتعرج، العادي و الضخم. شارك المغرب للمرة السادسة في تاريخه في الألعاب.

## الرياضيون

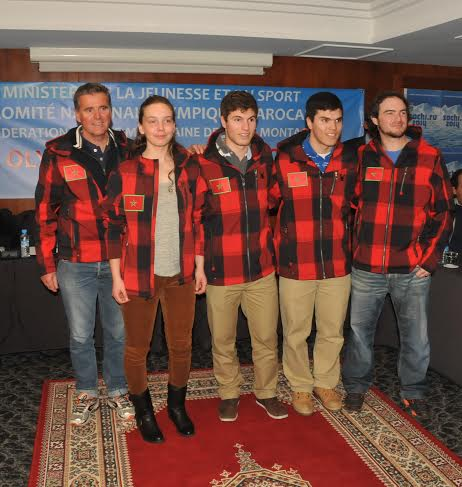

- آدم لمحمدي: 18 سنة، من مواليد الكيبيك في كندا، من أب مغربي. فاز بألوان المغرب بالميدالية الذهبية[2] خلال الألعاب الأولمبية للشباب التي أقيمت في إينسبروك سنة 2012، و كان آنذاك أول رياضي أفريقي يفوز بميدالية أولمبية شتوية.
- سامي لمحمدي1: 16 سنة، الأخ الأصغر لآدم، و هو يمارس في كندا.
- كنزة التازي1: 17 سنة، و هي تمارس بفرنسا، في أكاديمية رياضية في ألبيرفيل بمنطقة الألب الفرنسية.[3]

1: سامي لمحمدي و كنزة التازي يشاركان وفق نظام المحاصصة الذي أعطى للمغرب مقعدين إضافيين في قائمة المشاركة.

## النتائج
| الرياضي     | المسابقة                     | السباق 1 | السباق 2 | المجموع | الرتبة |
| ----------- | ---------------------------- | -------- | -------- | ------- | ------ |
| آدم لمحمدي  | التزلج المتعرج الضخم - رجال  |          |          |         |        |
| آدم لمحمدي  | التزلج المتعرج - رجال        |          |          |         |        |
| كنزة التازي | التزلج المتعرج الضخم - سيدات |          |          |         |        |
| كنزة التازي | التزلج المتعرج - سيدات       |          |          |         |        |
| سامي لمحمدي | التزلج المتعرج الضخم - رجال  |          |          |         |        |
| سامي لمحمدي | التزلج المتعرج - رجال        |          |          |         |        |

## وصلات خارجية
صفحة المغرب من الموقع الرسمي للألعاب